# Herpetoskylax
Herpetoskylax hopsoni
Genre
Espèce
Herpetoskylax est un genre fossile de thérapsides biarmosuchiens ayant vécu durant le Permien supérieur, entre 259 et 254 millions d'années avant notre ère, dans ce qui est aujourd'hui l'Afrique du Sud. L'espèce type, et unique du genre, Herpetoskylax hopsoni, est décrite en 2006 par les paléontologues Christian Alfred Sidor (d) et Bruce Sidney Rubidge (d).

## Description
Le nom de genre signifie littéralement « chiot reptile » (du grec ancien ἑρπετόν / herpéto « animal rampant » et σκύλαξ / skylax, « jeune chien »). La juxtaposition des noms de reptiliens et de mammifères met en évidence les caractères de transition des thérapsides. Le spécimen type, un crâne, est catalogué CGP 1/67.